# Фридрихшуле
Фридрихшуле (нем. Friedrichsschule) — гимназия, располагавшаяся в городе Гумбиннене в Восточной Пруссии (ныне город Гусев в Калининградской области). Сейчас в здании Фридрихшуле находится Гусевский агропромышленный колледж. Здание колледжа расположено по адресу: улица Тимирязева, дом 3.
В Фридрихшуле учились и преподавали такие известные люди, как Юлиус Арнольдт, Фриц фон Браман, Фердинанд Грегоровиус, Вильгельм Йордан, Адольф Клейнерт, Ганс Пфундтнер, Фриц Шаудин и Вернер фон Браун.

## История
Фридрихшуле можно считать преемником Гумбинненской начальной школы, которая была построена между 1570 и 1580 годами при лютеранской церкви в Старом городе. Должность ректора школы занимал проповедник Зальцбургской кирхи.

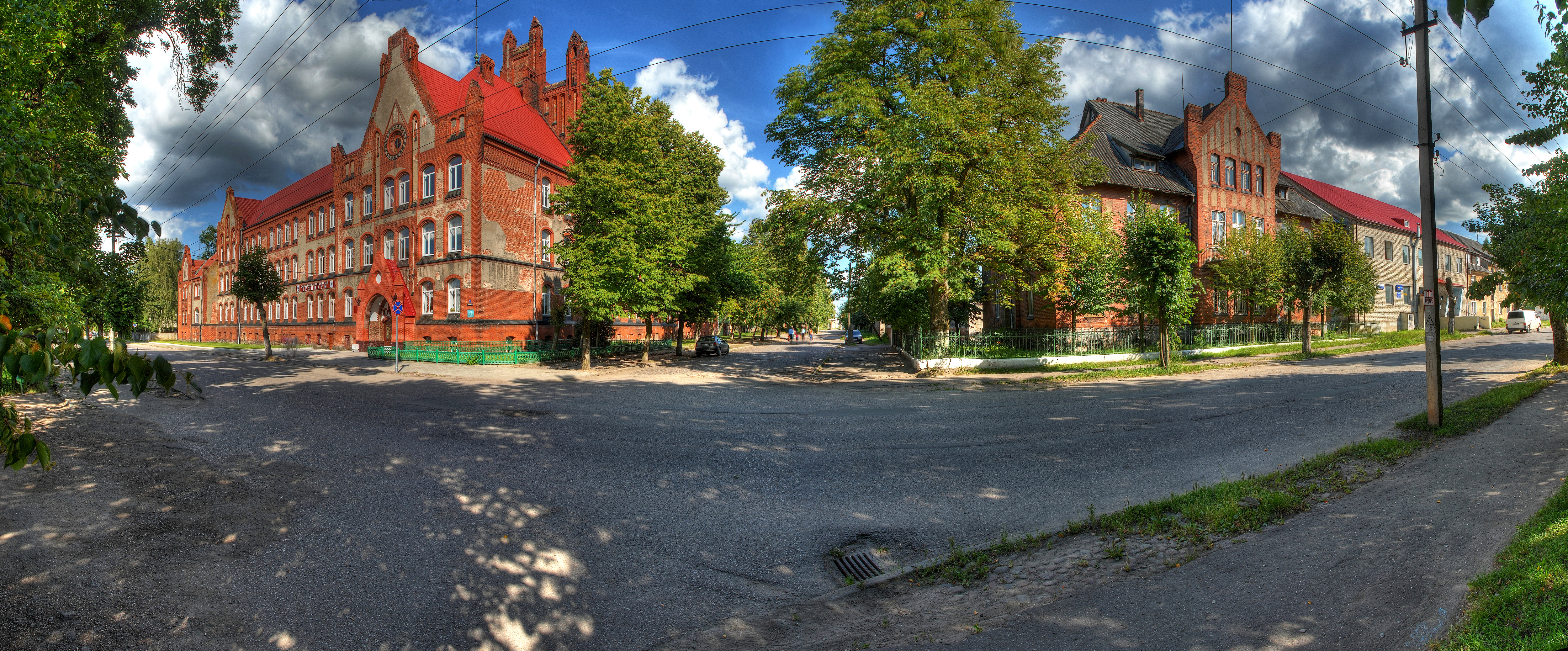
Панорама

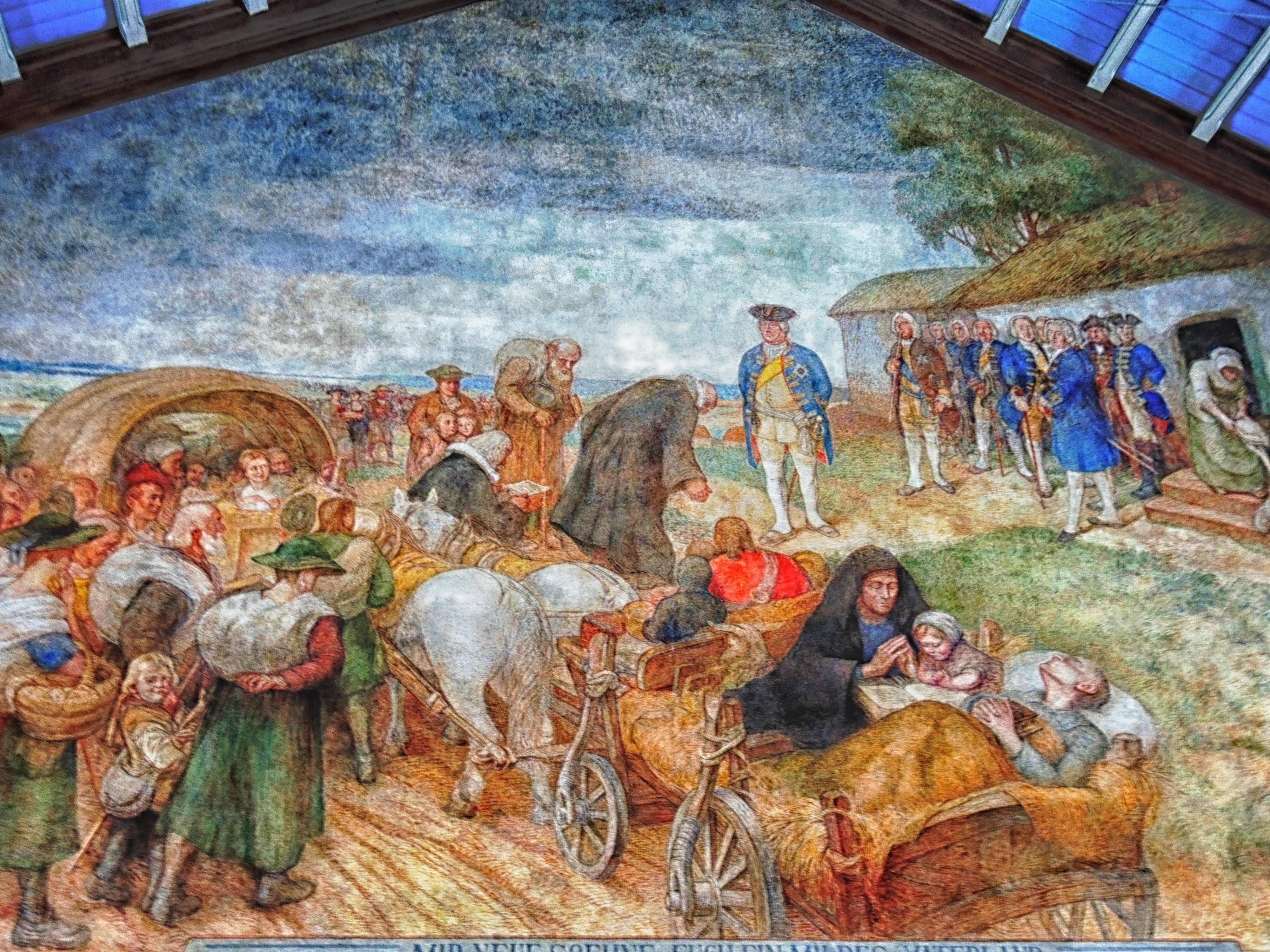
Фреска Отто Хайхерта

В 1760 году систему муниципальных школ в Восточной Пруссии возглавил Иоганн Фридрих фон Домхардт, сразу же внеся в неё значительные улучшения. Его письмо наместнику Николаю Андреевичу Корфу считается первым документом, в котором упоминается Фридрихшуле. В 1763 году Гумбинненская начальная школа была преобразована в среднюю. Было построено новое здание, которое передали учительскому составу 24 мая 1764 года. Власти Гумбиннена приняли решение назвать школу в честь короля Фридриха II. В Фридрихшуле была введена девятилетняя система обучения.
3 августа 1813 года средняя школа была преобразована в высшую гимназию для мальчиков. Спустя почти столетие, старое здание гимназии было продано, и учебное заведение разместилось в новом здании, которое было открыто 3 июля 1903 года. В 1909 году заведение достигло рекордной отметки в 594 ученика. Многие выпускники гимназии стали членами различных корпусов при Кёнигсбергском университете.
В 1912—1913 годах актовый зал гимназии был украшен фреской размером 15×8 м работы художника Отто Хайхерта, на которой изображена встреча короля Фридриха Вильгельма I с зальцбургскими переселенцами. В 1939 году здание Фридрихшуле было расширено за счёт пристройки.
Во время Второй мировой войны здание сильно пострадало изнутри, в том числе была уничтожена и затем закрашена фреска Хайхерта. В советское время в здании располагался сельскохозяйственный техникум, который позже был преобразован в агропромышленный колледж.
В 2008 году была проведена реставрация фрески Хайхерта. Она была представлена публике 30 мая 2008 года.